# Strada statale 52 (Polonia)
La strada statale 52 (sigla DK 52, in polacco droga krajowa 52) è una strada statale polacca che attraversa il Paese da Bielsko-Biała a Głogoczów.